# Alpaca (aliaj)

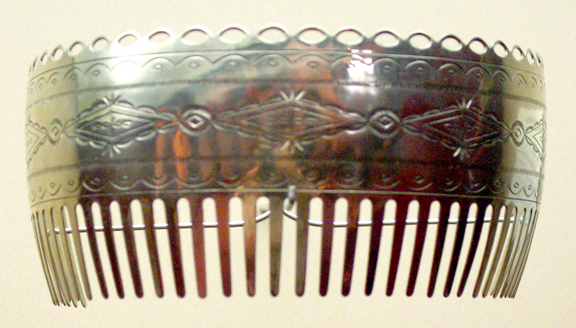
Pieptene ornamental din alpaca, realizat de artistul Bruce Caeser (Pawnee-Sac and Fox), Oklahoma, 1984, colecția Oklahoma Historical Society.

Alpacaua, mai rar maillechort, este un aliaj ternar compus din zinc (8 - 45%), cupru (45 - 70%) și nichel (8 - 20%), cu o culoare și luminozitate similare argintului. De aceea, acest aliaj este cunoscut și sub denumirea de argint german. Francezii îl denumesc maillechort de la francezii Maillet și Chorier, care l-au pus la punct în 1819 și care i-au dat numele. 

## Etimologie
Cuvântul românesc alpaca este împrumutat din germanul Alpaka.

## Descriere
Acest aliaj prezintă o prelucrabilitate bună și sudabilitate, precum și proprietăți excelente pentru prelucrarea la rece. 
Prin creșterea proporției de nichel, dobândește o bună rezistență la medii corozive.

## Aplicații

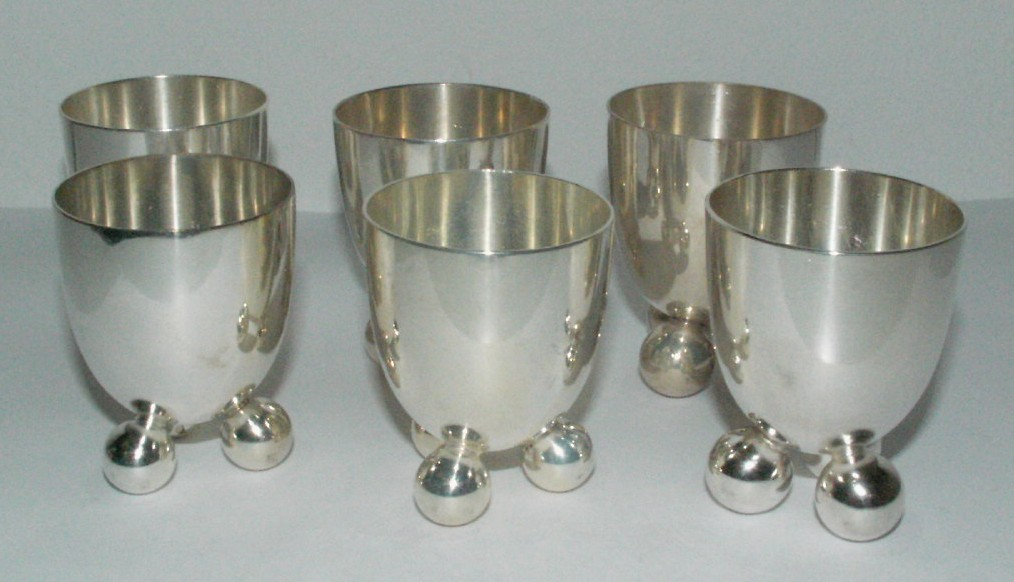
Pahare pentru ouă, din alpaca

Aplicații ale acestui aliaj: producerea de veselă, tacâmuri, obiecte religioase, fermoare, chei, instrumente muzicale (de exemplu oboi, flaut, saxofon, trompetă), cadrane radio, monede, bijuterii, instrumente chirurgicale și dentare, butoane, nasturi, mici piese metalice: nituri, șuruburi, elemente pentru aparate optice.

### Tacâmuri

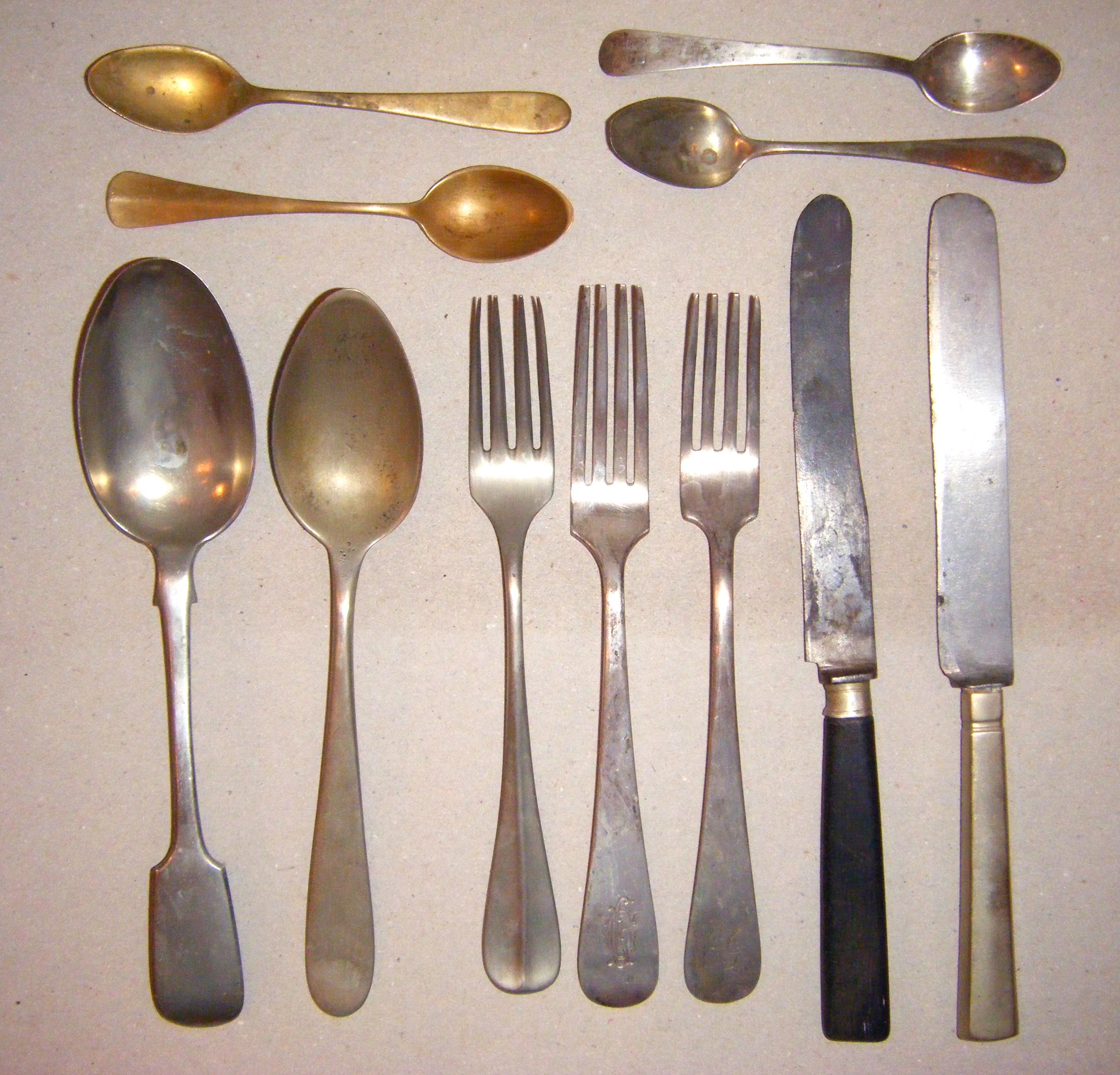
Tacâmuri din alpaca din secolul al XIX-lea

Alpacaua este folosită uneori ca bază pentru fabricarea tacâmurilor argintate; când argintul de placare este uzat, alpacaua devine vizibilă și se oxidează (suprafața devine verde) în contact cu acizii din alimente, de exemplu oțet. Acest compus chimic de culoare verde este toxic.

### În monetărie
Alpacaua a fost utilizată pentru baterea monedelor de 10 helleri, în 1915 și în 1916, în Austro-Ungaria, în Franța, din 1936 până în 1940 a monedelor de 5, 10 și 25 de centime, „găurite”, tip Lindauer, precum și a monedelor de necesitate.
Acest aliaj este folosit pentru baterea monedelor de 1 euro și 2 euro. Moneda de 1 euro (Arborele stelat gravat de Joaquin Jimenez pentru monedele bătute în Franța) este constituită dintr-o parte centrală „albă”, din cupronichel (75%Cu, 25%Ni), cu miez de nichel, și dintr-o coroană „galbenă”, din alpaca (75%Cu 20%Zn 5%Ni). Aliajele (centrul și coroana) sunt inversate în cazul monedelor de 2 euro.

## Aliaje
Aliajele cele mai obișnuite sunt: CuZn28Ni9, CuZn27Ni18, CuZn45Ni9, CuZn17Ni26.

## Caracteristici tehnice
- Proporțiile aliajului: Cu 62 - 68% / Ni 18%/ Zn 15 - 20%.
- Densitatea: 8,72
- Interval de fuziune / topire: 1060ºC - 1110°C.
- Duritatea Brinell: 75 - 190
- Rezistivitatea electrică: între 2,5 și 3,1×10-7 Ω·m.

## Toxicitate
Conform Manualului Merck, contactul prelungit al aliajelor de cupru cu alimentele sau cu băuturile acide (inclusiv lapte fierbinte), poate produce toxicitate. Pe termen lung, chiar doze mici pot provoca ciroză.

## Alte denumiri
Alpacaua mai este uneori cunoscută și sub alte denumiri: argint de hotel, argint nichel, argintul omului sărac, argint de Berlin, maillechort și argentan.

## Omonimie
- Alpaca, aliaj ternar compus din zinc, cupru și nichel, având o culoare și luminozitate similare argintului.
- Alpaca, animal rumegător originar din Anzii Cordilieri (America de Sud) (Lama pacos);
- Alpaca, stofă obținută din lâna tunsă de pe animalul denumit alpaca;
- Cavia porcellus, o specie de cobai .